# 635 a.C.

## Eventos
- Ciaxares sucede a seu pai Fraortes como rei da Média. Para vingar a morte de seu pai, no cerco a Nínive, ele convoca toda a Ásia, até o rio Hális, para juntar-se a ele na guerra contra a Assíria.[1][Nota 1]
- Josias começa a procurar o deus de seu pai Davi.[1]
- Invasão dos citas na Ásia: os citas chegam até a Palestina.[2] Segundo Ussher, esta invasão ocorreu no ano seguinte.[1]
- Erima sucede a Sardure III em Urartu (data aproximada).[3]

## Nascimentos
- Joaquim, filho de Josias, então com dezesseis anos de idade. Sua mãe era Zebida, filha de Pedaías de Ruma.[1]

## Mortes
- Fraortes, rei dos Medos, cerca Nínive, mas é derrotado, e morre junto de grande parte de seu exército.[1]